# استپان مارکوسیان
استپان یغیازاری مارکوسیان (ارمنی: Ստեփան Եղիազարի Մարկոսյան؛  زادهٔ ۳۱ مهٔ ۱۹۳۷ - درگذشته ۲۲ دسامبر ۲۰۱۵) ریاضی‌دان و کارشناس آموزشی اهل ارمنستان بود.

## زندگی‌نامه
وی در ۳۱ مهٔ ۱۹۳۷ در ایروان به دنیا آمد و از دانشگاه دولتی ایروان فارغ‌التحصیل گشت. همچنین برندهٔ جوایزی همچون نشان آنانیا شیراکاتسی () و مدال طلایی دانشگاه دولتی ایروان () شده است. وی در ۲۲ دسامبر ۲۰۱۵ در سن ۷۸ سالگی در ایروان درگذشت.

## یادداشت
1. ↑  ֆիզիկամաթեմատիկական գիտությունների դոկտոր